# Oranjestad (Aruba)
Pour l’article homonyme, voir Oranjestad (Saint-Eustache).
Oranjestad (en français : « ville d'Orange » ou « Orangeville ») est la capitale d'Aruba, État d'outre-mer néerlandais dans les Caraïbes. Elle comptait 29 998 habitants en 2010, ce qui en fait également la première ville de l'île en nombre d'habitants.

## Histoire

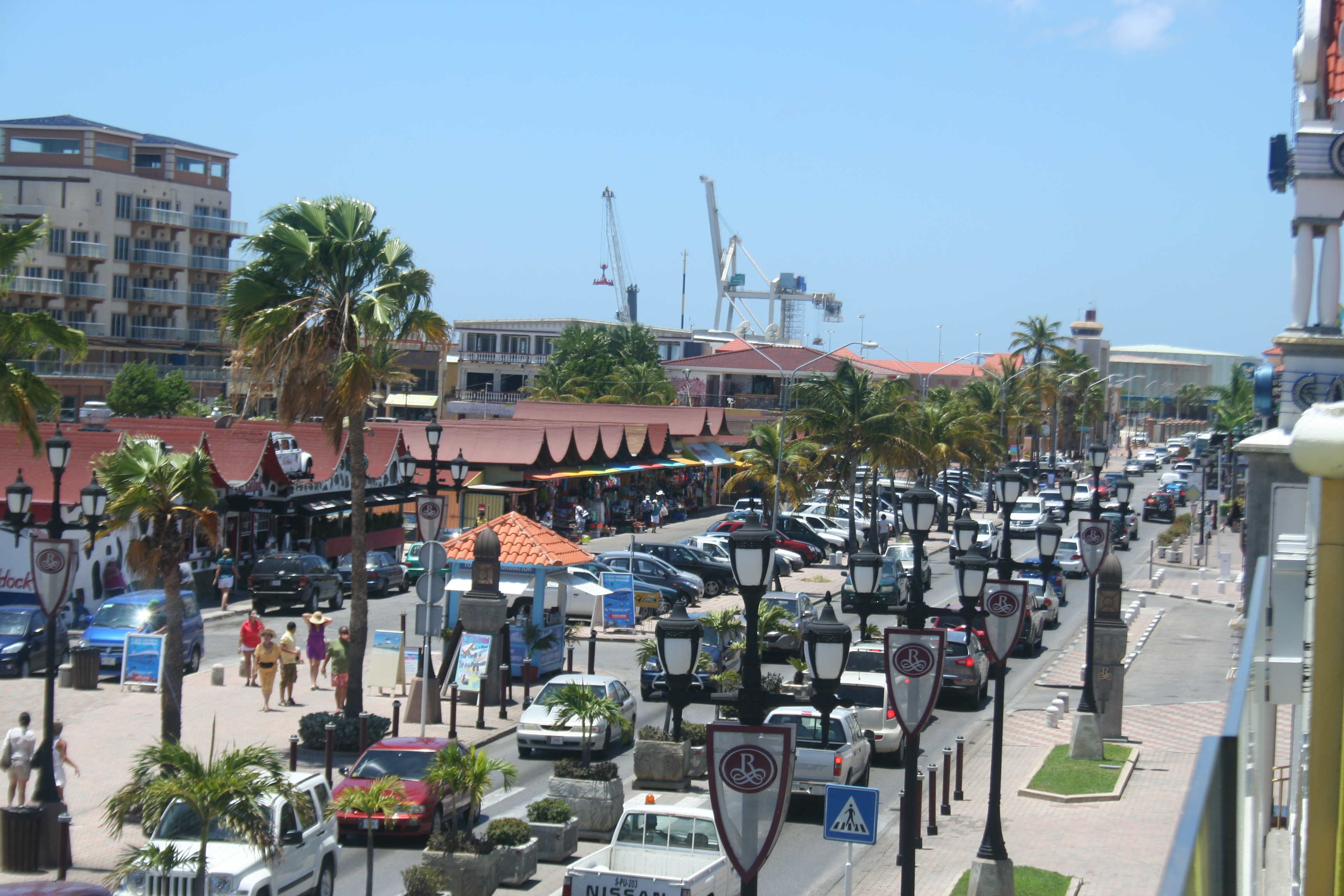
Vue d'Oranjestad (2012).

La colonie hollandaise est bâtie autour du Fort Zoutman, qui sert de phare de 1868 à 1963, peu de temps après son achèvement en 1796. La ville deviendra par la suite capitale d'Aruba. Elle n'a initialement aucun nom officiel, étant connue seulement comme « la ville sur la baie de chevaux » (Paardenbaai en néerlandais) : à cet endroit est élevée une race indigène de chevaux, ensuite exportés vers l'île voisine de Curaçao. L'architecture d'Oranjestad est colorée, similaire à celle de Willemstad, capitale de Curaçao.

## Éducation
Oranjestad abrite l'université d'Aruba, qui offre des programmes en droit et en économie, ainsi qu'une école secondaire plus grande (Colegio Arubano), toutes deux calquées sur le système néerlandais. De nombreux étudiants s'inscrivent dans les universités aux Pays-Bas pour les diplômes de deuxième et troisième cycles.
Oranjestad est également le siège de l'École universitaire de médecine de Xavier, une école médicale dont les programmes sont basés sur ceux des États-Unis. L'école offre un cursus de deux ans de pré-médecine et de quatre ans dans le médical, ainsi qu'un programme menant à un diplôme en médecine (docteur en médecine). Tous les cours sont donnés en anglais.

## Patrimoine

### Patrimoine civil
- Le musée national archéologique d'Aruba, dont les collections couvrent une période allant de 2500 av. J.-C. au XIXe siècle.
- Le musée historique d'Aruba, dont les collections expliquent l'histoire de l'île et de ses habitants, dans les zones rurales et urbaines.
- Le musée de la Bible A. van den Doel, dont les collections comprennent d'anciennes bibles, œuvres d'art et autres objets religieux.
- Le musée du sport d'Aruba, dont les collections présentent les réalisations et les exploits d'athlètes originaires d'Aruba

### Patrimoine religieux
- L'église Saint-François-d'Assise, construite en 1813.

## Transports
L'aéroport international Reine-Beatrix est situé au sud-est de la ville.